# 녹전초등학교 내리분교
녹전초등학교 내리분교는 대한민국 강원특별자치도 영월군 김삿갓면 내리 498-3에 있었던 공립 초등학교이다.

## 학교 연혁
- 1966.12.06. 외룡국민학교 내리분실 설립인가
- 1967.12.06. 외룡국민학교 내리분교장으로 승격
- 1996.03.01. 외룡초등학교 내리분교장으로 교명 변경
- 1998.03.01. 녹전초등학교 내리분교장으로 소속 변경
- 2007.03.01. 폐교